# 格里芬 (伊利諾伊州)
格里芬（英語：Griffin）是位於美國伊利諾伊州克拉克縣的一個鬼鎮。由於此地已於19世紀被荒廢，本地已無人居住。

## 地理
格里芬的座標為39°26′48″N 87°39′17″W / 39.44667°N 87.65472°W，而該地的平均海拔高度為177米（即581英尺）。